# ایزاک واسل
ایزاک واسل (انگلیسی: Isaac Vassell؛ زادهٔ ۹ سپتامبر ۱۹۹۳) بازیکن فوتبال اهل بریتانیا است.
از باشگاه‌هایی که در آن بازی کرده‌است می‌توان به باشگاه فوتبال ترورو سیتی، باشگاه فوتبال ویموث، باشگاه فوتبال بیدفورد، و باشگاه فوتبال پلیموث آرگیل اشاره کرد.